# Philydraceae
Famille
Classification APG III (2009)
La famille des Philydracées regroupe des plantes monocotylédones ; elle comprend 5 à 6 espèces réparties en 1 à 4 genres.
Ce sont des plantes herbacées, pérennes, rhizomateuses ou à racines épaissies, à rosettes, des  régions subtropicales à tropicales. (Malaisie, Asie du Sud-Est, Australie).
La classification phylogénétique APG II (2003) et la classification phylogénétique APG III (2009) placent aujourd'hui cette famille dans l'ordre des Commelinales.

## Étymologie
Le nom vient du genre Philydrum dérivé du grec φίλος / philos, ami, et υδώρ / hydor, eau.

## Liste des genres
Selon World Checklist of Selected Plant Families (WCSP) (14 août 2015), Angiosperm Phylogeny Website (14 août 2015) et NCBI (14 août 2015) :
- genre Helmholtzia  F.Muell. (1866)
- genre Philydrella  Caruel (1878)
- genre Philydrum (en)  Banks & Sol. ex Gaertn. (1788)

Selon DELTA Angio (14 août 2015) :
- genre Helmholtzia
- genre Philydrum
- genre Orthothylax
- genre Philydrella

Selon ITIS (14 août 2015) :
- genre Philydrum  Caruel

## Liste des espèces
Selon World Checklist of Selected Plant Families (WCSP) (19 avr. 2010) :
- genre Helmholtzia  F.Muell. (1866)
  - Helmholtzia acorifolia  F.Muell. (1866)
  - Helmholtzia glaberrima  (Hook.f.) Caruel (1881)
  - Helmholtzia novoguineensis  (K.Krause) Skottsb. (1932)
- genre Philydrella  Caruel (1878)
  - Philydrella drummondii  L.G.Adams (1987)
  - Philydrella pygmaea  (R.Br.) Caruel (1881)
- genre Philydrum  Banks & Sol. ex Gaertn. (1788)
  - Philydrum lanuginosum  Banks & Sol. ex Gaertn. (1788)

Selon NCBI (19 avr. 2010) :
- genre Helmholtzia
  - Helmholtzia acorifolia
  - Helmholtzia glaberrima
- genre Philydrella
  - Philydrella drummondii
  - Philydrella pygmaea
- genre Philydrum
  - Philydrum lanuginosum